# 卡爾·門格爾

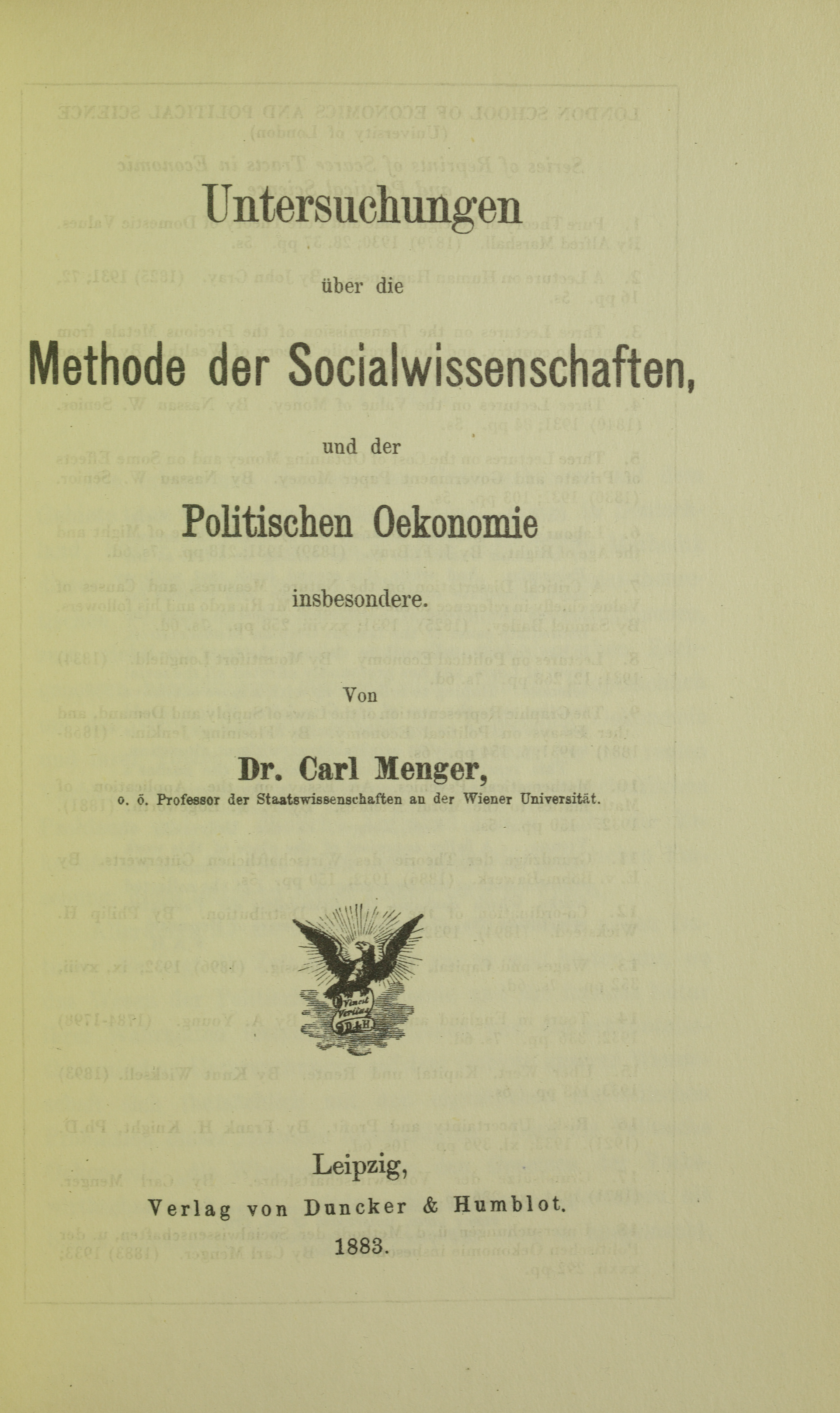
探讨社会科学和政治经济的方法（Untersuchungen über das Methode der socialwissenschaften und der politischen Ökonomie insbesondere）, 1933

卡爾·門格爾（德語：Carl Menger, 1840年2月23日—1921年2月26日），生於奧匈帝國新松奇（今屬波蘭）是奧地利經濟學派的創始人。门格尔对边际主义具有一定贡献。

## 生平
門格爾生於奧匈帝國加利西亚新松奇的一個富裕的貴族家庭，他的父親安东（Anton）是一名律師，他的母親卡洛琳（Caroline）則是一名富裕的波希米亞德意志商人的女兒。他有兩名兄弟Anton和Max，兩人都成為知名的律師。在就讀高級中學後，他在布拉格大學和維也納大學就讀法律，最後在克拉科夫的贾基洛尼亚大学取得法律學博士學位。門格爾在1860年代離開了學校，在幾家烏克蘭和維也納的報社擔任記者，報導並分析市場的新聞。
在他擔任經濟新聞記者時，他逐漸發現他在學生生涯中學習的古典經濟學理論和他所接觸的價格及真實世界市場有許多不一致之處。在1867年門格爾開始研究政治經濟學，並在1871年寫下了他的鉅作—《國民經濟學原理》（Grundsätze der Volkswirtschaftslehre）一書，他也因此成了奧地利經濟學派的創始人。當時《國民經濟學原理》一書並沒有獲得太大重視，但這一書後來也促成了新古典主義經濟學派的革命。
在1872年門格爾成為维也纳大学法學院的教授，並在接下來幾年裡教授金融和政治經濟學，經過他的授課和研討班指導，越來越多的學生接觸了早期奧地利經濟學派的理論。在1873年他成為了大學的經濟學院主席，當時他年僅33歲。
在1876年門格爾開始擔任奧匈帝國王儲魯道夫的私人家教，教授他經濟學和統計學。門格爾還陪伴王儲遊覽歐洲兩年，包括歐洲大陸和英格蘭島。他也協助王儲寫下了一本小冊子，在1878年匿名出版，小冊子裡大力批評當時奧地利的貴族政治。他一直擔任王儲的教師，直到王儲於1889年自殺為止。
在1878年，魯道夫的父親，弗朗茨·约瑟夫一世指派門格爾擔任維也納的政治經濟學主席。並授與他Hofrat（英语： Counselor，主任）的頭銜。
在安頓好他的教授職位後，他開始重新提出並辯護他在1871年《國民經濟學原理》一書中的理論，並在1883年出版了Investigations into the Method of the Social Sciences with Special Reference to Economics（Untersuchungen über die Methode der Socialwissenschaften und der politischen Oekonomie insbesondere）一書。這本書引起了激烈的爭論，也是從這個時候，德國的經濟歷史學派的成員開始嘲笑門格爾和他的學生為「奧地利經濟學派」，以強調他們脫離了主流的德國經濟學思想。在1884年門格爾出版了一本名為《德国经济学历史决定论的错误》The Errors of Historicism in German Economics以回應批評，這本書又引起了兩個經濟學派之間對於經濟學的方法論的辯論。在這段時期裡門格爾開始吸引許多志同道合的學生，逐漸開展了奧地利經濟學派的獨立理論，包括了歐根·博姆-巴維克、路德維希·馮·米塞斯、弗里德里克·馮·維塞爾等人。
在1880年代後期門格爾被指派領導奧地利的金融制度改革。在接下來十年裡他寫下了大量有關金融制度的文章，包括了资本理论（The Theory of Capital (1888)）和货币理论（Money (1892)）兩書，最後促成了邊際主義的货币政策大革命。
他唯一的兒子是一名數學家。

## 外部連結
- 卡爾·門格爾傳記（页面存档备份，存于） 由路德維希·馮·米塞斯研究所提供
- The Epistemological Import of Carl Menger's Theory of the Origin of Money（页面存档备份，存于） 路德維希·馮·米塞斯在《人類行為》一書中所著
- 卡爾·門格爾 在 History of Economic Thought 網站
- 國民經濟學原理（页面存档备份，存于） 的線上版本，由路德維希·馮·米塞斯研究所提供